# Yan Bingtao
Yan Bingtao (chinesisch 颜丙涛, Pinyin Yán Bǐng Tāo; * 16. Februar 2000) ist ein chinesischer Snookerspieler. Der Amateurweltmeister von 2014 spielt seit 2016 als Profi auf der World Snooker Tour.
Nachdem er bei den Northern Ireland Open 2017 zum bislang jüngsten Finalisten eines Weltranglistenturniers geworden war, gewann er 2019 mit dem Riga Masters sein erstes Weltranglistenturnier und 2021 mit dem Masters sein erstes Triple-Crown-Turnier.
Im Dezember 2022 wurden Yan zusammen mit mehreren anderen chinesischen Snookerspielern illegale Ergebnisabsprachen ("Match-Fixing") vorgeworfen. Im Rahmen dieser Wettbetrugsvorwürfe wurde er von der World Snooker Tour suspendiert. Nach Abschluss der Untersuchungen gab die World Professional Billiards & Snooker Association im Juni 2023 bekannt, dass Yan bis zum 11. Dezember 2027 an keinem Snooker-Turnier mehr teilnehmen darf.

## Karriere

### 2013–2016: Anfänge als Amateur
Im Juni 2013 nahm Yan Bingtao erstmals an einem PTC-Turnier, den Yixing Open, teil. Drei Monate später erreichte er das Achtelfinale der Zhangjiagang Open und unterlag dort seinem Landsmann Lu Chenwei mit 3:4. Im März 2014 nahm er als Wildcardspieler an den China Open teil, schied aber bereits in der Wildcard-Runde gegen John Astley aus. Im Juni 2014 erreichte er das Achtelfinale der Yixing Open und qualifizierte sich wenige Tage später beim Wuxi Classic erstmals für die Finalrunde eines Weltranglistenturniers. Dort gelang ihm der Einzug in die Runde der letzten 32, in der er dem Engländer Barry Hawkins mit 4:5 unterlag. Beim Shanghai Masters 2014 erreichte er ebenfalls die Runde der letzten 32. Bei seinen beiden weiteren Teilnahmen an Ranglistenturnieren in der Saison 2014/15 (International Championship 2014 und China Open 2015) schied er hingegen in der Wildcard-Runde aus. Im November 2014 gewann er durch einen 8:7-Sieg im Finale gegen den Pakistaner Muhammad Sajjad als bislang jüngster Spieler die Amateurweltmeisterschaft und sicherte sich damit einen Profi-Platz für die Main-Tour-Saisons 2015/16 und 2016/17. Da er kein Visum für das Vereinigte Königreich erhielt, wurde sein Main-Tour-Ticket um ein Jahr verschoben und gilt somit für die Saisons 2016/17 und 2017/18.
Im Juni 2015 gewann er gemeinsam mit Zhou Yuelong als Team China B den World Cup durch einen 4:1-Finalsieg gegen die Schotten John Higgins und Stephen Maguire. Damit qualifizierten sich beide Spieler für das Champion-of-Champions-Turnier im November und erreichten jeweils das Gruppen-Finale. Yan bezwang in seinem Auftaktmatch den damaligen Weltranglistenvierten, Shaun Murphy, mit 4:2, ehe er dem späteren Turniersieger, Neil Robertson, mit 3:6 unterlag. Im August 2015 zog Yan ins Finale der 6-Red-Weltmeisterschaft der IBSF ein und verlor dieses mit 2:6 gegen den Inder Pankaj Advani. Einen Monat später erreichte er bei der 6-Red World Championship, einem Einladungsturnier im Rahmen der Main Tour 2015/16, das Achtelfinale, in dem er gegen den späteren Finalisten Liang Wenbo ausschied. Bei den Haining Open 2015, dem einzigen in Asien stattfindenden Turnier der PTC 2015/16, schied er in der Runde der letzten 128 aus.

### 2016/17: Erste Profisaison
In seine erste Saison als Profi startete Yan Bingtao mit Auftaktniederlagen in den Qualifikationsturnieren zu den Indian Open 2016 und den World Open 2016. Beim Riga Masters 2016 schaffte er es in die Hauptrunde und zog anschließend mit Siegen gegen Fraser Patrick und Martin Gould zum ersten Mal ins Achtelfinale eines Weltranglistenturniers ein, in dem er sich jedoch Anthony McGill mit 0:4 geschlagen geben musste. Beim Paul Hunter Classic 2016 in Fürth erreichte er ebenfalls die Runde der letzten 16 und unterlag Dominic Dale mit 1:4. Nur wenig später folgte bei den English Open das dritte Achtelfinale, nachdem er unter anderem den Weltranglistenachten Mark Allen besiegt hatte. Bei den Northern Ireland Open 2016 scheiterte er erneut im Achtelfinale, diesmal an Anthony Hamilton. Im Februar 2017 erreichte er beim German Masters nach Siegen gegen Dominic Dale und Michael Holt erstmals bei einem Ranglistenturnier das Viertelfinale, das er nach einem zwischenzeitlichen 2:2-Gleichstand jedoch mit 2:5 gegen den Engländer Stuart Bingham verlor. Wenig später gelangte er bei den Welsh Open ins Achtelfinale, nachdem er unter anderem gegen den amtierenden Weltmeister Mark Selby gewonnen hatte. In der Qualifikation zur Weltmeisterschaft 2017 besiegte er Sam Craigie, Mark Davis und Alexander Ursenbacher. Mit 17 Jahren und 58 Tagen war er nach Luca Brecel (2012) der zweitjüngste Spieler, der sich für die Endrunde in Sheffield qualifizierte. Im Crucible Theatre verlor er jedoch sein Erstrundenmatch mit 8:10 gegen Shaun Murphy. Durch das Erreichen der WM-Endrunde konnte er sich in der Weltrangliste erneut verbessern, sodass er am Saisonende den 56. Platz belegte. Als bestplatzierter Tourneuling wurde er als Rookie of the Year ausgezeichnet.

### 2017/18: Erstes Main-Tour-Finale
Zu Beginn der Saison 2017/18 schied Yan beim Riga Masters in der Qualifikation aus. Wenig später bildete er beim nach einem Jahr Pause wieder ausgetragenen World Cup erneut zusammen mit Zhou Yuelong eines der beiden chinesischen Teams. Die Titelverteidiger mussten sich im Halbfinale jedoch knapp den Engländern Judd Trump und Barry Hawkins geschlagen geben (3:4). Bei der CVB International Challenge war er Teil des chinesischen Teams, das das Duell gegen die britische Mannschaft mit 9:26 verlor. Im Doppel mit Zhou Yuelong gelang Yan Bingtao dabei der einzige Matchsieg für China. Bei der China Championship 2017 erreichte zum ersten Mal in dieser Saison bei einem Ranglistenturnier die Runde der letzten 32. Im September 2017 gewann er bei den Asian Indoor & Martial Arts Games durch einen 5:1-Finalsieg gegen Soheil Vahedi die Goldmedaille im Six-Red-Snooker und die Bronzemedaille im Team. Bei den English Open 2017 erreichte er das Achtelfinale und unterlag nur knapp dem Schotten Anthony McGill (3:4). Wenig später besiegte er bei der International Championship unter anderem Ronnie O’Sullivan (6:1), Ricky Walden (6:4) und den Weltranglistendritten John Higgins (6:2) und zog zum ersten Mal bei einem Ranglistenturnier ins Halbfinale ein, in dem er sich Mark Allen mit 2:9 geschlagen geben musste.
Nachdem er beim Shanghai Masters erneut gegen Allen ausgeschieden war, diesmal bereits in der Runde der letzten 64, gelang ihm bei den Northern Ireland Open im November unter anderem mit Siegen gegen den Titelverteidiger Mark King, Ryan Day, Robert Milkins und Lü Haotian zum ersten Mal der Einzug ins Finale. Mit 17 Jahren, 9 Monaten und 10 Tagen wurde Yan zum bislang jüngsten Main-Tour-Finalisten. Im Endspiel gegen Mark Williams gewann er die ersten beiden Frames und ging mit 6:3 in Führung, musste dann aber den 6:6-Ausgleich hinnehmen. Bis zum 17. Frame hatte Yan nie zurückgelegen, im Decider setzte sich jedoch der Waliser durch. Bei einem Sieg wäre Yan der jüngste Sieger eines Weltranglistenturniers geworden. So blieb der Rekord von Ronnie O’Sullivan aus dem Jahr 1993 ungebrochen. Durch den Finaleinzug kletterte er in der Weltrangliste auf Platz 27 vor und kam damit erstmals unter die Top 32.
Anschließend gelangte Yan bei der UK Championship und bei den Scottish Open 2017 ins Sechzehntelfinale und schied in der Qualifikation zum German Masters 2018 gegen Matthew Selt aus. Auch beim Snooker Shoot-Out 2018 musste er eine Erstrundenniederlage hinnehmen, diesmal gegen Graeme Dott. Beim World Grand Prix 2018 erreichte er zum vierten Mal in dieser Spielzeit ein Achtelfinale und verlor nur knapp gegen Ronnie O’Sullivan (3:4). Im März 2018 zog er bei den Welsh Open ins Viertelfinale ein, in dem er Barry Hawkins mit 1:5 unterlag. Als einer der besten 16 Spieler der Einjahreswertung war er wenig später bei der Players Championship startberechtigt, verlor jedoch sein Auftaktspiel gegen Mark Williams. Bei den China Open 2018 schied er in der Runde der letzten 32 gegen Mark Allen aus. In der Qualifikation zur WM 2018 scheiterte er in der zweiten Runde nach einer 6:1-Führung knapp mit 9:10 an Tian Pengfei. Er beendete seine zweite Profisaison auf dem 23. Weltranglistenplatz und sicherte sich damit deutlich den Verbleib auf der Main Tour.

### 2018/19: Dritte Profispielzeit
Am Anfang seiner dritten Profisaison kam Yan Bingtao bei den World Open in die Runde der letzten 32. Beim nun als Einladungsturnier veranstalteten Shanghai Masters erhielt er als einer der fünf besten chinesischen Profis einen Startplatz, musste sich aber bereits in der ersten Runde dem Schotten Anthony McGill geschlagen geben. Wenige Tage danach erreichte er bei der China Championship das Achtelfinale, das er mit 1:5 gegen Judd Trump verlor. In der Weltrangliste verbesserte er sich dadurch auf den 21. Rang, der seine bis dahin beste Platzierung darstellte. Nach frühen Niederlagen beim European Masters und den English Open erreichte er bei der International Championship durch Siege gegen Jimmy White und Ryan Day sein zweites Achtelfinale dieser Saison. Dort unterlag er erneut dem Engländer Judd Trump, diesmal mit 1:6. Wenig später folgte bei den Northern Ireland Open eine Auftaktniederlage gegen seinen Landsmann Zhang Anda. Bei der UK Championship 2018 gewann Yan sein Erstrundenspiel gegen den Deutschen Lukas Kleckers und erreichte schließlich die Runde der letzten 32, in der er gegen Kyren Wilson verlor. Auch beim letzten Turnier des Jahres, den Scottish Open 2018, kam er ins Sechzehntelfinale, das er klar gegen John Higgins verlor.
In die zweite Saisonhälfte startete er beim German Masters 2019 mit einem Sieg gegen Matthew Stevens (5:3), durch den er zum dritten Mal in dieser Spielzeit in die Runde der letzten 16 einzog. Wie bei den ersten beiden Achtelfinalspielen traf er erneut auf Judd Trump, dem er sich nun mit 1:5 geschlagen geben musste. Als einer der 32 besten Spieler der bisherigen Saison wurde Yan zum World Grand Prix 2019 eingeladen, bei dem er jedoch sein Auftaktspiel gegen David Gilbert verlor (0:4). Anschließend musste er auch bei den Welsh Open (2:4 gegen Alexander Ursenbacher) und beim Snooker Shoot-Out Erstrundenniederlagen hinnehmen. Bei den Indian Open 2019 unterlag er in der Runde der letzten 32 seinem Landsmann Lu Ning (0:4). Bei den Gibraltar Open 2019 erreichte er sein viertes und letztes Achtelfinale der Saison. Er traf dort auf seinen Landsmann Tian Pengfei, dem er sich mit 3:4 geschlagen geben musste. Bei den China Open verlor er in der Runde der letzten 64 mit 2:6 gegen Peter Ebdon. Trotz des frühen Ausscheidens verbesserte sich Yan in der Weltrangliste auf den 20. Platz. In der WM-Qualifikation setzte sich Yan Bingtao gegen Lukas Kleckers (10:3) und Mei Xiwen (10:8) durch, bevor er in der entscheidenden dritten Qualifikationsrunde an Michael Georgiou (8:10) scheiterte.

### 2019/20: Erster Main-Tour-Titel
Beim ersten Turnier der Saison 2019/20, dem Riga Masters, erreichte Yan Bingtao unter anderem mit einem Sieg über seinen Landsmann Li Hang das Finale und gewann mit einem 5:2-Sieg über den Engländer Mark Joyce sein erstes Ranglistenturnier. Anschließend kam er bis zum Jahresende bei den meisten Turnieren mindestens unter die besten 32. Bei den zehn Turnieren scheiterte er lediglich bei den English Open in der Runde der letzten 128 und zweimal in der Runde der letzten 64. Sein bestes Ergebnis erzielte er bei der UK Championship, als er unter anderem Neil Robertson und John Higgins besiegte, bevor er im Halbfinale dem späteren Turniersieger Ding Junhui mit 2:6 unterlag. Zuvor war er beim Einladungsturnier Champion of Champions, an dem er als Sieger des Riga Masters nach 2015 zum zweiten Mal teilnehmen durfte, im Achtelfinale gegen Mark Selby ausgeschieden.
In der zweiten Saisonhälfte konnte er seine Ergebnisse nochmals verbessern. So kam er bei den Welsh Open und beim Snooker Shoot-Out ins Halbfinale und bei der Players Championship 2020 gelang ihm zum dritten Mal der Einzug ins Endspiel eines Ranglistenturniers, in dem er sich jedoch dem damaligen Weltmeister Judd Trump mit 4:10 geschlagen geben musste. Nachdem er bereits nach der China Championship 2019 erstmals kurzzeitig in die Top 16 der Weltrangliste gekommen war, gelang ihm dies nun erneut und er konnte sich dort bis zum Saisonende halten. Nachdem er bei den Gibraltar Open und bei der Tour Championship, an der er als einer der acht Bestplatzierten der Einjahreswertung teilnehmen durfte, Auftaktniederlagen hinnehmen musste, nahm er nach 2017 zum zweiten Mal an der Endrunde der Weltmeisterschaft teil, für die er erstmals als Top-16-Spieler gesetzt war. Gegen Elliot Slessor gelang ihm mit 10:7 sein erster Sieg im Crucible Theatre, bevor er im Achtelfinale gegen Titelverteidiger Judd Trump (11:13) verlor.

### 2020/21: Masters-Sieger
Beim ersten Turnier der Saison 2020/21, dem European Masters, gelangte Yan ins Viertelfinale, in dem er Martin Gould mit 4:5 knapp unterlag. Bis zum Jahresende blieb dies sein bestes Ergebnis. Während er bei den Northern Ireland Open 2020 erneut das Viertelfinale und beim World Grand Prix das Achtelfinale erreichte, scheiterte er dreimal in der ersten Runde, unter anderem in der Qualifikation zum German Masters, und zweimal in der zweiten Runde, so etwa bei der UK Championship.
Im Januar 2021 nahm Yan erstmals am Masters teil. Durch Siege gegen Neil Robertson, Stephen Maguire und Titelverteidiger Stuart Bingham zog er ins Finale ein, in dem er sich gegen John Higgins mit 10:8 durchsetzte und somit erstmals ein Triple-Crown-Turnier gewann. Danach erreichte er das Achtelfinale bei den Welsh Open und musste bei den Gibraltar Open eine Auftaktniederlage hinnehmen, bevor er bei der WM 2021 Martin Gould besiegte und im Achtelfinale gegen Shaun Murphy ausschied. In der Weltrangliste verbesserte er sich zum Saisonende auf den zehnten Platz.

### 2021/22: Sechste Profisaison
In der ersten Hälfte der Saison 2021/22 verbesserte Yan seine Ergebnisse gegenüber der Vorsaison; zweimal erreichte er das Halbfinale (Northern Ireland Open, Champion of Champions) und zwei weitere Male das Viertelfinale (English Open, World Grand Prix).
Im Januar 2022 musste er beim Masters als Titelverteidiger eine Auftaktniederlage gegen Mark Williams hinnehmen. Nachdem er auch beim Snooker Shoot-Out in der ersten Runde verloren hatte, zog er beim German Masters ins Finale ein, in dem er sich seinem Landsmann Zhao Xintong mit 0:9 geschlagen geben musste. Bei der Championship League gelangte er ins Halbfinale, in dem er dem späteren Turniersieger John Higgins mit 2:3 unterlag. Nachdem er bei der Players Championship das Viertelfinale erreicht hatte, kam er bei zwei weiteren Turnieren ins Achtelfinale (European Masters, Turkish Masters).
Im Achtelfinale der Snookerweltmeisterschaft 2022 schaltete er den Titelverteidiger Mark Selby mit 13:10 aus. Im 22. und damit vorletzten Frame der Partie spielten beide den längsten Frame der Geschichte im Crucible Theatre (85 Minuten und 22 Sekunden), den Yan gewann. Im Viertelfinale unterlag er Mark Williams mit 11:13.

## Erfolge
Finalteilnahmen
| Ergebnis           | Jahr | Turnier                      | Finalgegner     | Endstand |
| ------------------ | ---- | ---------------------------- | --------------- | -------- |
| Amateurturniere    |      |                              |                 |          |
| Sieger             | 2014 | IBSF-Weltmeisterschaft       | Muhammad Sajjad | 8:7      |
| Finalist           | 2015 | IBSF-6-Red-Weltmeisterschaft | Pankaj Advani   | 2:6      |
| Ranglistenturniere |      |                              |                 |          |
| Finalist           | 2017 | Northern Ireland Open        | Mark Williams   | 8:9      |
| Sieger             | 2019 | Riga Masters                 | Mark Joyce      | 5:2      |
| Finalist           | 2020 | Players Championship         | Judd Trump      | 4:10     |
| Finalist           | 2022 | German Masters               | Zhao Xintong    | 0:9      |
| Einladungsturniere |      |                              |                 |          |
| Sieger             | 2021 | Masters                      | John Higgins    | 10:8     |
| Multisportevents   |      |                              |                 |          |
| Sieger             | 2017 | Asian IMA Games (6-Red)      | Soheil Vahedi   | 5:1      |

Weitere Erfolge
- World Cup: 2015

## Saisonübersicht
| Weltrangliste WRL | AP EP |

| – ET |
| – ET |

| R1    |
| R1 ET |

| R2    |
| HF ET |

| –    |
| – ET |

| Legende | Legende                               |
| ------- | ------------------------------------- |
| S       | Sieger                                |
| F       | Finalist                              |
| HF      | Halbfinalist                          |
| VF      | Viertelfinalist                       |
| AF      | Achtelfinalist                        |
| LX      | Niederlage in der Runde der letzten X |
| RX      | Niederlage in Runde X                 |
| WR      | Niederlage in der Wildcardrunde       |
| QR      | Niederlage in der Qualifikation       |
| NQ      | Nicht qualifiziert                    |
| –       | nicht teilgenommen                    |
| –       | keine Weltranglistenplatzierung       |
| n. a.   | nicht ausgetragen                     |
| k. R.   | keine Rangliste                       |
| TS / TN | Turniersiege / Teilnahmen             |
| AP      | Ranglistenposition am Saisonbeginn    |
| EP      | Ranglistenposition am Saisonende      |

## Auszeichnungen
- Rookie of the Year: 2017